# Pecilocampins
Els pecilocampins (Poecilocampinae) són una subfamília de lepidòpters ditrisis de la família dels lasiocàmpids (Lasiocampidae).

## Taxonomia
La subfamília Poecilocampinae va ser descrita per l'entomòleg britànic James William Tutt el 1902.

### Gèneres
La subfamília pecilocampins inclou dos gèneres:
- Poecilocampa
- Trichiura

## Galeria

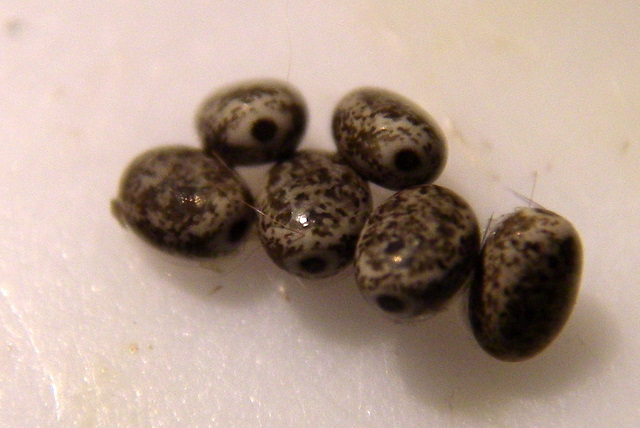
Poecilocampa populi ous
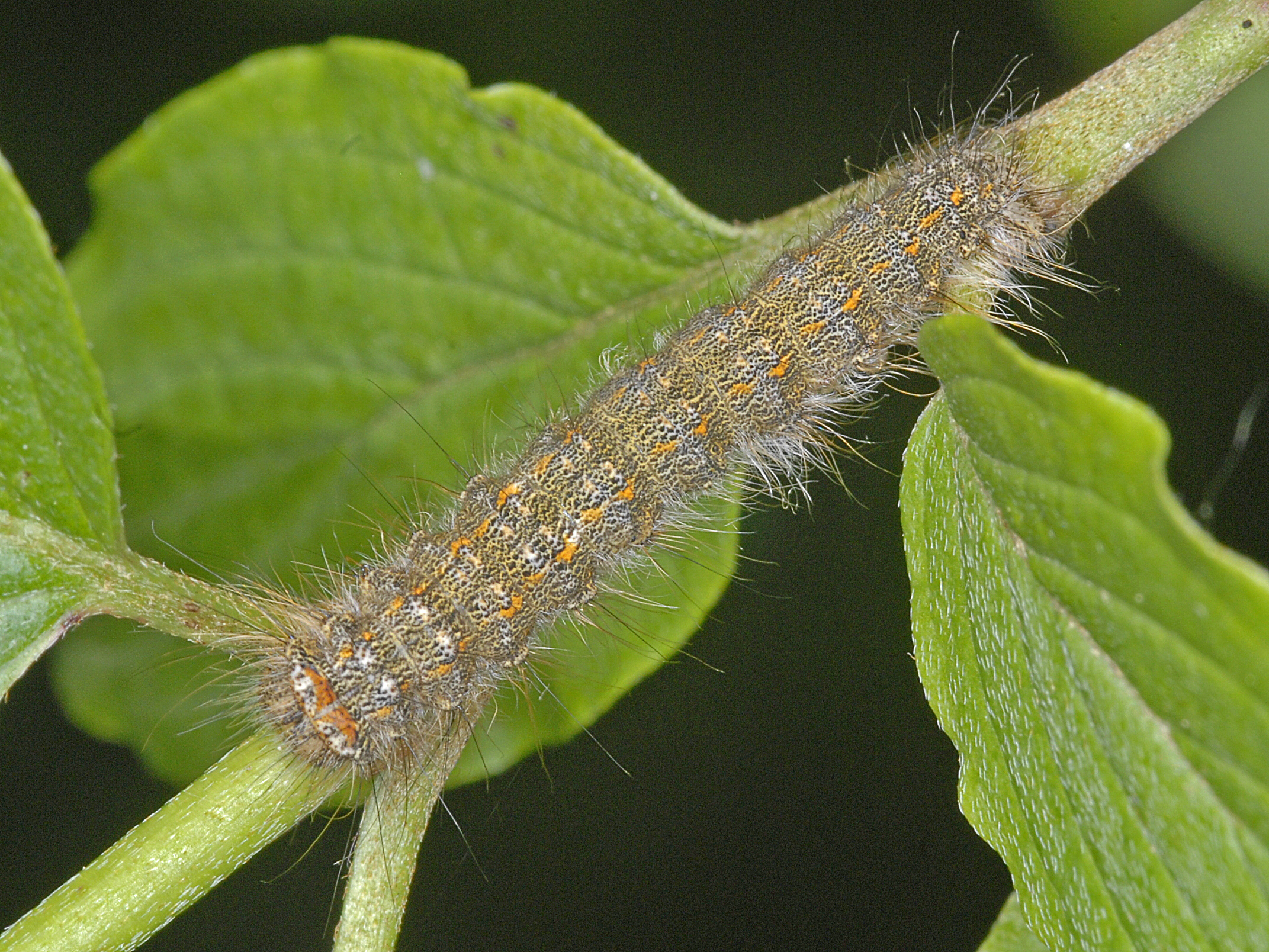
Poecilocampa populi larva
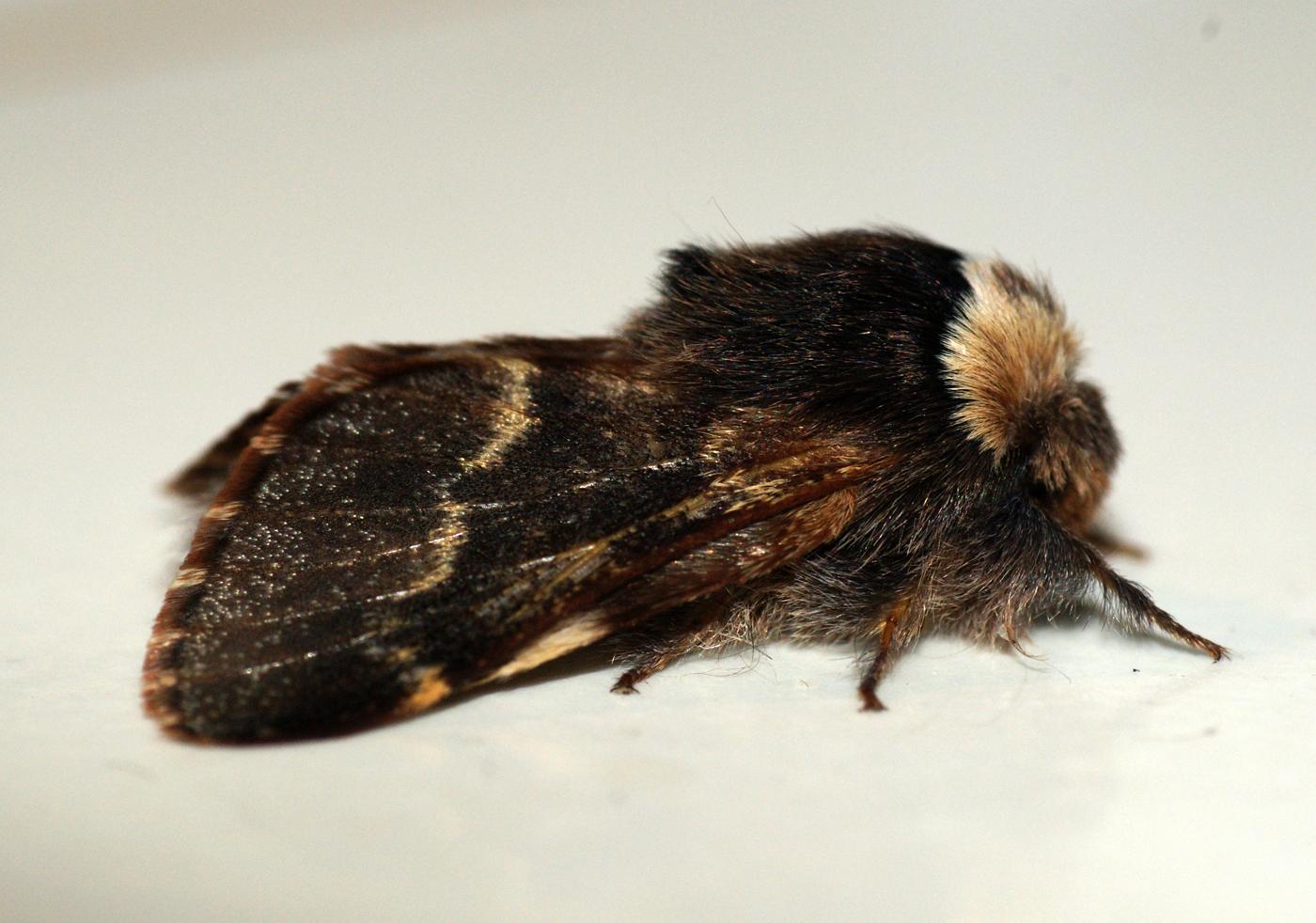
Poecilocampa populi, adult
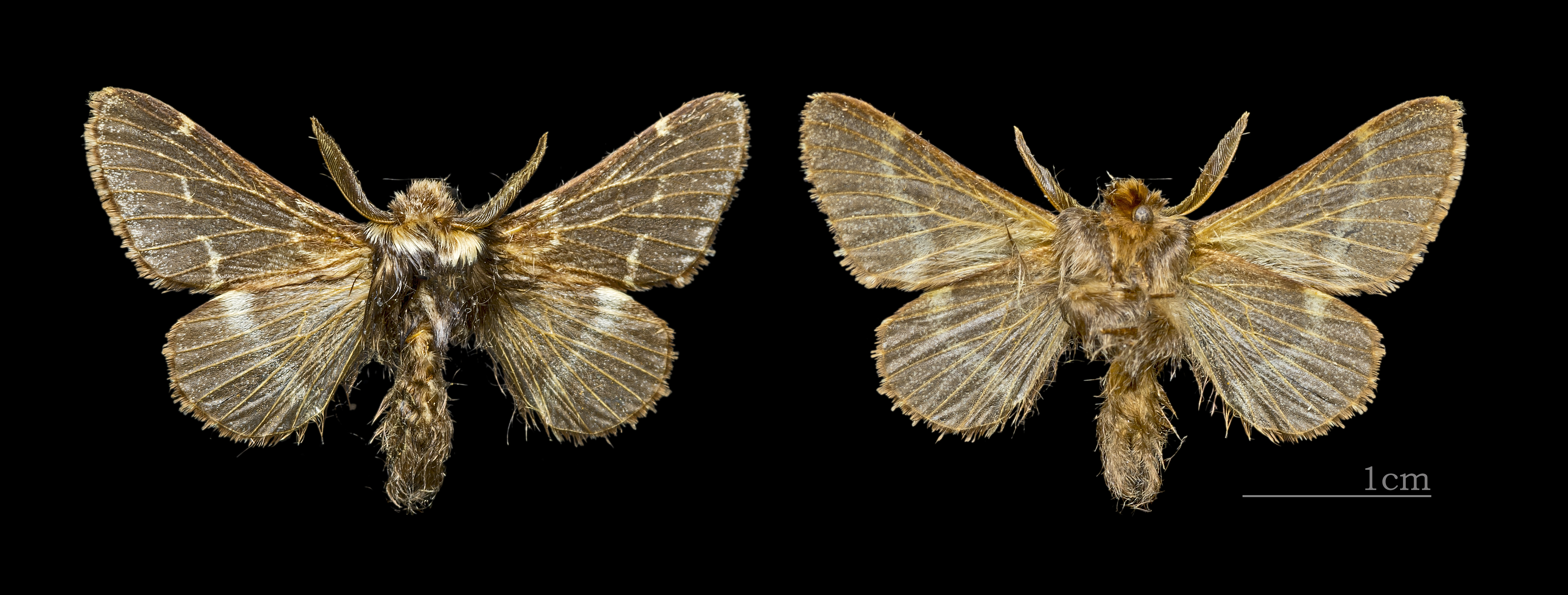
Poecilocampa populi, mascle